# Dave Green
Dave Green, född 1983, är en amerikansk film- och musikvideoregissör. Han debuterade som filmnregissör 2014 med Earth to Echo. och 2016 regisserade han Teenage Mutant Ninja Turtles: Out of the Shadows.

## Filmografi
| Titel                                            | Biopremiärår |
| ------------------------------------------------ | ------------ |
| Earth to Echo                                    | 2014         |
| Teenage Mutant Ninja Turtles: Out of the Shadows | 2016         |
| Coyote vs. Acme                                  | 2026         |

### Fotnoter
1. ↑  Ethan Gilsdorf (28 juni 2014). ”In 'Earth to Echo,' boys will be boys”. Boston Globe. https://www.bostonglobe.com/arts/movies/2014/06/28/earth-echo-boys-will-boys/ruxtiVVAuPwheJb6taBHkK/story.html. Läst 14 maj 2015.
2. ↑  Thom Geier (4 december 2014). ”‘Teenage Mutant Ninja Turtles 2’ Eyes ‘Earth to Echo’ Director Dave Green (Exclusive)” (på engelska). The Wrap. http://www.thewrap.com/teenage-mutant-ninja-turtles-2-eyes-earth-to-echo-director-dave-green-exclusive/. Läst 23 oktober 2016.